# Гуров, Константин Фролович
Константи́н Фро́лович Гу́ров (25 декабря 1913 [7 января 1914], Гахово, Курская губерния — 1945) — участник Великой Отечественной войны, командир эскадрильи 657-го штурмового авиационного полка 196-й штурмовой авиационной дивизии 4-го штурмового авиационного корпуса 4-й воздушной армии 2-го Белорусского фронта, капитан. Герой Советского Союза.

## Биография
Родился 25 декабря 1913 (7 января 1914) года в с. Гахово (ныне — Медвенского района Курской области) в семье крестьянина. Русский.
Окончил среднюю школу и школу ФЗУ, работал токарем. В Красной Армии с 1940 года. Окончил Чугуевскую военную авиационную школу летчиков в 1941 году. На фронте в Великую Отечественную войну — с декабря 1941. Член ВКП(б)/КПСС с 1943 года.
Командир эскадрильи 657-го штурмового авиационного полка капитан Константин Гуров совершил 119 боевых вылетов на штурмовку и бомбардировку живой силы и военных объектов противника. Им уничтожено 19 танков, 80 автомашин, 50 орудий полевой артиллерии, 15 орудий зенитной артиллерии, 15 минометов, 40 повозок с военным грузом, 6 вагонов с боеприпасами, один склад с горючим, семь бензозаправщиков, до двух рот пехоты противника. Также был взорван железнодорожный мост через реку Висла и разрушены три переправы.
Погиб 13 февраля 1945 года. Похоронен у перекрёстка дорог в 800 м юго-западнее города Варлюбин.

## Награды
- Звание Героя Советского Союза присвоено 18 августа 1945 года посмертно.
- Награждён орденом Ленина, тремя орденами Красного Знамени, орденом Отечественной войны 2 степени и медалями.